# Gene Samuel
Eugene „Gene” Samuel (ur. 15 października 1960) – trynidadzko-tobagijski kolarz torowy i szosowy, brązowy medalista torowych mistrzostw świata.

## Kariera
Największym sukcesem w karierze Gene’a Samuela Moreno jest zdobycie brązowego medalu w wyścigu na 1 km podczas mistrzostw świata w Stuttgarcie w 1991 roku. W wyścigu tym uległ jedynie Hiszpanowi José Marii Moreno oraz Niemcowi Jensowi Glücklichowi. W tym samym roku był trzeci w tej konkurencji na igrzyskach panamerykańskich w Hawanie, a cztery lata wcześniej, podczas igrzysk panamerykańskich w Indianapolis zdobył srebrny medal. Ponadto na igrzyskach panamerykańskich w Mar del Plata w 1995 roku także zajął trzecie miejsce w wyścigu na 1 km. Czterokrotnie startował na igrzyskach olimpijskich (1984, 1988, 1992 i 1996), najlepszy wynik osiągając na igrzyskach w Los Angeles, gdzie w swej koronnej konkurencji był czwarty, przegrywając walkę o podium z Francuzem Fabrice'em Colasem.